# DFS Classic 1999
DFS Classic 1999 — жіночий тенісний турнір, що проходив на кортах з трав'яним покриттям Edgbaston Priory Club у Бірмінгемі (Велика Британія). Належав до турнірів 3-ї категорії в рамках Туру WTA 1999. Тривав з 7 до 13 червня 1999 року. П'ята сіяна Жюлі Алар-Декюжі здобула титул в одиночному розряді.

## Фінальна частина

### Одиночний розряд
Жюлі Алар-Декюжі —  Наталі Тозья, 6–2, 3–6, 6–4
- Для Алар-Декюжі це був другий титул за сезон і 10-й — за кар'єру.

### Парний розряд
Коріна Мораріу /  Лариса Нейланд —  Александра Фусаї /  Інес Горрочатегі, 6–4, 6–4

## Учасниці

### Сіяні учасниці
| Країна     | Гравчиня         | Рейтинг | Сіяна |
| ---------- | ---------------- | ------- | ----- |
| Франція    | Наталі Тозья     | 9       | 1     |
| Франція    | Сандрін Тестю    | 12      | 2     |
| Бельгія    | Домінік Ван Рост | 14      | 3     |
| Білорусь   | Наташа Звєрєва   | 17      | 4     |
| Франція    | Жюлі Алар-Декюжі | 18      | 5     |
| Іспанія    | Магі Серна       | 33      | 6     |
| Франція    | Наталі Деші      | 29      | 7     |
| Зімбабве   | Кара Блек        | 36      | 8     |
| США        | Коріна Мораріу   | 37      | 9     |
| США        | Ліза Реймонд     | 38      | 10    |
| Люксембург | Анна Кремер      | 40      | 11    |
| Франція    | Анн-Гель Сідо    | 45      | 12    |
| США        | Тара Снайдер     | 46      | 13    |
| ПАР        | Маріан де Свардт | 39      | 14    |
| Нідерланди | Міріам Ореманс   | 50      | 15    |
| Колумбія   | Фабіола Сулуага  | 44      | 16    |

### Інші учасниці
Нижче подано учасниць, що отримали вайлд-кард на вихід в основну сітку:
- Жулі Пуллен
- Луїс Латімер
- Джоан Ворд

Нижче наведено учасниць, що отримали вайлдкард на участь в основній сітці в парному розряді:
- Жулі Пуллен /  Лорна Вудрофф
- Суріна де Беер /  Саманта Сміт

Нижче наведено учасниць, що пробились в основну сітку через стадію кваліфікації в одиночному розряді:
- Алісія Молік
- Александра Стівенсон
- Керрі-Енн Г'юз
- Єлена Докич
- Міріам Шнітцер
- Яна Кандарр
- Інес Горрочатегі
- Еріка Делоун